# Pignaloso Cafaro
Pignaloso Cafaro (Cava de' Tirreni, ... – Cava de' Tirreni, 1618) è stato un ingegnere e architetto italiano a cui la famiglia Caracciolo commissionò diverse opere (come si evince da alcuni documenti riguardo a rifacimenti e costruzioni a Brienza e Marsicovetere, feudi di due diversi rami della famiglia patrizia napoletana) e che si distinse soprattutto nel Regno di Napoli. L'ingegnere fu un concittadino di Giovanni Vincenzo Della Monica e probabile antenato del Donato Antonio Cafaro vissuto a metà del XVII secolo.
Discendente da una famiglia impegnata nel campo dell'edilizia, nel 1508 suo nonno Federico Cafaro fu uno dei firmatari dello statuto per la creazione della Corporazione dei pipernieri, fabbricatori e tagliamonti insieme a Santillo Della Monica, nonno di Giovanni Vincenzo Della Monica. Il padre, Giovanni Giacomo Cafaro, fu anch'esso attivo nell'edilizia e nel rinnovo urbanistico della sua città natale. 

## Biografia
Il giovane Pignaloso Cafaro fu avviato alla gavetta seguendo le orme dei suo predecessori fino ad avere la direzione del cantiere ultimato della Cattedrale di Cava de' Tirreni, questo sotto la presenza del padre nel cantiere, risalgono al 1571 il campanile della Chiesa e Convento di S. Francesco e S. Antonio di Cava e il rifacimento e ampliamento della chiesa di San Zaccaria di Brienza. Nel 1575 Cafaro ottiene da Ettore Caracciolo l'appalto della Chiesa e Convento di Santa Maria di Costantinopoli a Marsicovetere e sempre in questi anni progetta torri difensive tra Torre Annunziata e Amalfi. Dopo il 1580 lo si vede attivo a Napoli nel cantiere della Basilica dello Spirito Santo, sua opera maggiore, e rifatta nel XVIII secolo da Mario Gioffredo.